# Alunogeen

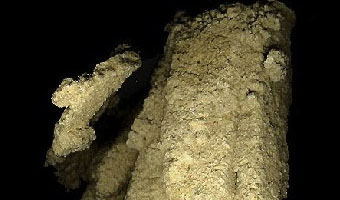
Alunogeen

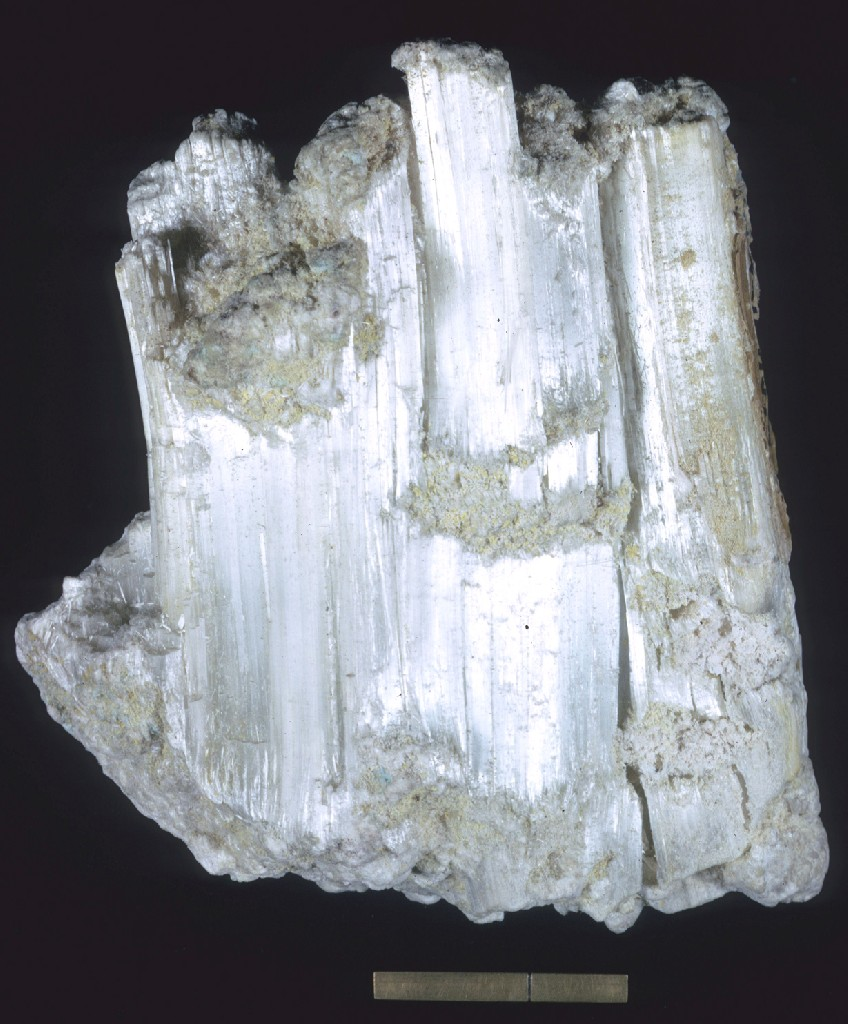
Alunogeen

Alunogeen is een kleurloos tot wit (hoewel vaak gekleurd door onzuiverheden) vezelachtig aluminiumsulfaat dat vaak gevonden wordt op de wanden van mijnen en groeves.
Alunogeen heeft de volgende chemische formule: Al2(SO4)3·17H2O. Een meer precieze kristallochemische formule is [Al(H2O)6]2(SO4)3.5H2O.
Het mineraal heeft een trikliene kristalstructuur en een hardheid van 1,5 tot 2. Het molecuulgewicht is 648,41 g/mol. 
De naam is afgeleid van het Latijnse alumen (=aluminium) en het Griekse genos (=herkomst).